# Hollowayville
Hollowayville est un village du comté de Bureau dans l'Illinois, aux États-Unis,. Il est incorporé le 3 novembre 1893.

## Démographie
Lors du recensement de 2010, le village comptait une population de 84 habitants. Elle est estimée, en 2016, à 88 habitants.